# Lambertia multiflora
Lambertia multiflora es una especie de arbusto perteneciente a la familia Proteaceae, originaria de Australia Occidental. 

## Descripción
Alcanza un tamaño de entre 0.5 y 2.5 m de altura con flores que se producen desde invierno a verano.

## Taxonomía
Lambertia multiflora fue descrita por John Lindley y publicado en Anales de Historia Natural 1(3):. 1800.
Etimología
El género fue nombrado en 1798 por Sir James Edward Smith en honor del botánico inglés, Aylmer Bourke Lambert.
Subespecies
- Lambertia multiflora var. darlingensis Hnatiuk - con flores amarillas
- Lambertia multiflora var. mutiflora - con flores naranja-rojas